# Musée amérindien de Mashteuiatsh
Le Musée ilnu de Mashteuiatsh (Kanuelitamakanitshuap), anciennement connu sous le nom de Musée amérindien de Mashteuiatsh, est un musée situé dans la communauté de Mashteuiatsh, dans la région du Saguenay-Lac-Saint-Jean. Rebaptisé officiellement en 2023, l’établissement met en valeur l’histoire, la culture et le savoir du peuple des Pekuakamiulnuatsh.

## Description
Le Musée ilnu de Mashteuiatsh est un lieu vivant de mémoire, de culture et de transmission dédié au peuple des Pekuakamiulnuatsh, seule communauté autochtone de la région du Saguenay–Lac-Saint-Jean. Fondé en 1977, il est géré par la Société d’histoire et d’archéologie de Mashteuiatsh (SHAM), une organisation à but non lucratif fondée en 1976.
Ancré sur les rives du Pekuakami (lac Saint-Jean), le musée propose une immersion dans plus de 7 000 ans, d’histoire, à travers une exposition permanente immersive intitulée Tshilanu Ilnuatsh (Nous, les Ilnuatsh), qui retrace les traditions, les savoirs et la relation au territoire à travers les récits de Kukum (grand-mère) et de Mushum (grand-père). Le musée accueille également des expositions temporaires liées à l’histoire, l’art et l’archéologie autochtones.
Depuis 2006, le site comprend aussi un sentier d’interprétation en forêt boréale (Nuhtshimitsh) et une serre-école, ouverte en 2025, dédiée à la transmission des savoirs liés aux plantes médicinales et à la biodiversité.
Le musée héberge un centre de documentation regroupant les archives de la SHAM, avec une forte présence de sources orales, notamment des entrevues audio avec des aînés et des porteurs de savoirs. La collection comprend également un vaste fonds photographique, quelques documents vidéo — plus rares, par respect des ainés qui préfèrent ne pas être filmés —, ainsi qu’une bibliothèque spécialisée. Celle-ci réunit principalement des ouvrages scientifiques en anthropologie, histoire, archéologie et ethnologie, offrant un contexte académique aux savoirs autochtones préservés et transmis au musée.
Une boutique propose des créations authentiques d’artisans autochtones, en priorisant les produits clairement identifiés comme étant issus des Premières Nations, afin de valoriser le savoir-faire et soutenir l’économie des communautés. Le musée produit également certains articles sur place et est inscrit au répertoire Identification Premières Nations (Initiatives des Premiers Peuples) attestant de son engagement envers la promotion et la diffusion de l’art et du savoir-faire autochtones. Elle comprend également une librairie spécialisée, mettant en valeur les auteurs autochtones ainsi que des ouvrages scientifiques sur les Pekuakamiulnuatsh et leur territoire.

## Distinction entre la Société d’histoire et d’archéologie de Mashteuiatsh (SHAM) et le Musée ilnu de Mashteuiatsh[4]
Le Musée ilnu de Mashteuiatsh est une institution muséale fondée en 1977, relevant de la Société d’histoire et d’archéologie de Mashteuiatsh (SHAM), qui a été créée un an plus tôt, en 1976.
La SHAM agit comme entité fondatrice, propriétaire et gestionnaire du musée. Alors que la SHAM a pour mission globale de préserver, documenter et transmettre le patrimoine culturel des Pekuakamiulnuatsh et de leur territoire ancestral, le Nitassinan, le Musée ilnu constitue l’un de ses principaux outils d’action, à travers des collections, des expositions et des activités de médiation culturelle.
Les deux organismes partagent une mission complémentaire, mais distincte. La SHAM agit à l’échelle large du patrimoine et de la mémoire collective, tandis que le Musée ilnu se concentre sur l’interprétation, l’éducation et la valorisation de la culture ilnu sous forme muséale et interactive.

## Histoire du musée
Le Musée ilnu de Mashteuiatsh a vu le jour en 1977, à l’initiative de la Société d’histoire et d’archéologie de Mashteuiatsh (SHAM), fondée un an plus tôt. Cette dernière a émergé d’un important éveil culturel chez les Pekuakamiulnuatsh à la fin des années 1960, dans un contexte de réappropriation identitaire et de développement communautaire. Inspirés par ce mouvement, des membres de la communauté ont constitué un comité de bénévoles pour fonder la Société, qui deviendra l’entité propriétaire, gestionnaire et gardienne du musée.
Le premier musée, alors nommé Musée amérindien de Pointe-Bleue, ouvre ses portes dans l’ancien presbytère du village, acheté par le Conseil de bande. En 1983, grâce à une aide gouvernementale, le Musée est relocalisé à son emplacement actuel et accède à un statut de musée de deuxième catégorie. L’ouverture de ce nouveau bâtiment marquera une montée en notoriété, jusqu’à être reconnu par le gouvernement du Québec, en 1985, comme l’un des musées les plus importants de la province.
Depuis, le musée a connu plusieurs phases de développement : un agrandissement majeur en 1998, l’ouverture du site d’interprétation Nuhtshimitsh en 2006, et plus récemment l’inauguration de la serre-école en 2025. En 2023, le musée change officiellement de nom pour devenir le Musée ilnu de Mashteuiatsh, en cohérence avec la langue et les choix identitaires de la communauté.

## Expositions
Le musée présente une exposition permanente et des expositions temporaires. Ces expositions sont accessibles au public toute l’année.

### Expositions permanentes
Tshilanu Ilnuatsh - Nous les Ilnuatsh est l’exposition permanente du Musée ilnu de Mashteuiatsh, inaugurée en 2020. Lauréate du Prix d’excellence de l’Association des musées canadiens en 2021, elle offre une immersion dans la culture et le mode de vie des Pekuakamiulnuatsh à travers le cycle des saisons.
Conçue comme une rencontre intime avec la tradition et la mémoire, l’exposition est accompagnée par les voix de Kukum (la grand-mère) et de Mushum (le grand-père), deux figures narratives qui guident les visiteurs tout au long du parcours. Chaque saison y est explorée à travers les activités traditionnelles qui y sont associées, intégrant des objets anciens, des éléments contemporains, des trames sonores, des photographies, des vidéos et des dispositifs interactifs.

Nuhtshimitsh – Dans la forêt est un site extérieur d’interprétation culturelle et environnementale lié au Musée ilnu de Mashteuiatsh. Couvrant une superficie de 3200 mètres carrés, ce sentier propose une immersion dans l’univers forestier traditionnel des Pekuakamiulnuatsh. Les visiteurs y découvrent les espèces végétales caractéristiques du Saguenay–Lac-Saint-Jean, ainsi que les savoirs liés à leur usage pour l’alimentation, les soins, la fabrication et la construction d’abris.
Le parcours évoque les liens profonds qu’entretiennent les Pekuakamiulnuatsh avec leur territoire ancestral, tout en sensibilisant à la biodiversité boréale et aux pratiques durables. Guidée ou autonome, la visite s’inspire des sentiers de portage traditionnels et permet d’explorer, dans un cadre accessible, l’interrelation entre l’humain, la forêt et les savoirs autochtones transmis depuis des générations.

## Programme éducatif
Le Musée ilnu de Mashteuiatsh offre des activités éducatives pour les élèves des niveaux primaire, secondaire, collégial et universitaire.

## Tourisme
Le musée est membre de Tourisme Autochtone Québec., un regroupement visant à promouvoir les expériences culturelles autochtones au Québec. À travers une série d’ateliers interactifs, cercles de discussions et conférences adaptés aux différents niveaux d’enseignement, les participant·e·s sont invité·e·s à découvrir la culture, l’histoire et le mode de vie des Pekuakamiulnuatsh.
Ces ateliers, d’une durée d’environ 45 minutes, s’arriment avec les objectifs du programme d’univers social du ministère de l’Éducation, tout en offrant aux groupes collégiaux et universitaires un approfondissement des thèmes culturels, anthropologiques et historiques. Les activités sont conçues pour favoriser l’échange, le dialogue et la participation, et peuvent être offertes au musée ou directement dans les établissements d’enseignement.
L’équipe éducative mise sur une approche dynamique, avec une collection vivante d’objets pédagogiques, du contenu multimédia et des animateurs spécialisés. Le musée développe également de nouvelles offres en lien avec les arts, la médiation culturelle et la transmission des savoirs autochtones.

## Médiagraphie
- Site web officiel de Tourisme autochtone Québec
- Site web officiel du tourisme au Saguenay-Lac-Saint-Jean
- Site web officiel du réseau muséal et patrimonial du Saguenay-Lac-Saint-Jean